# Проклятие (фильм, 2002)
«Проклятие: Обида» (яп. 呪怨; англ. Ju-On: The Grudge) — японский фильм ужасов 2002 года, написанный и снятый режиссером Такаси Симидзу. Это третья часть серии Проклятие и первая, выпущенная в широкий прокат (первые две были сняты непосредственно для видео). В нём снимаются Мэгуми Окина, Мисаки Ито, Такаси Мацуяма и Юи Итикава.
Фильм был представлен на кинофестивале Screamfest 18 октября 2002 года компанией Lionsgate Films. Фильм получил положительные отзывы критиков, но был неблагоприятно сравнён с другим японским фильмом ужасов — Звонок. Это породило франшизу, американский ремейк, сиквелы 2006 и 2009 годов и сайдквел к ремейку 2020 года, а также телесериал-приквел под названием JU-ON: Origins, премьера которого состоялась в 2020 году.

## Сюжет
Много лет назад в доме произошла трагедия: мужчина убил свою жену, а судьба их шестилетнего сына Тосио осталась неизвестна, мальчик исчез. Умирая, женщина прокляла убийцу и место, где она встретила смерть. Теперь призрак несёт смерть всем, кто осмелился приблизиться к его владениям, и смерть семейства, обитающего теперь в этом доме, была лишь звеном в цепи кровавых убийств и таинственных исчезновений.

## В ролях
- Такаси Мацуяма — Такэо Саэки
- Такако Фудзи — Каяко Саэки
- Юя Одзэки — Тосио Саэки
- Мэгуми Окина — Рика Нисина

## Производство
Проклятие: Обида была полностью снята в Токио. Некоторые критики выявили слабые связи между сюжетом фильма и традиционной японской народной сказкой Ёцуя Кайдан.

## Ремейк
В 2004 году Sony Pictures Entertainment выпустили американский ремейк этого фильма. Режиссёром фильма выступил Такаси Симидзу, в главных ролях Сара Мишель Геллар и Джейсон Бер. Основной сюжет фильма повторял опыт Рики в доме, но с другим концом. Однако его продолжение, Проклятие 2, отражает похожий финал, где Обри Дэвиса постигает та же участь, что и Рику.
Сайдквел оригинального американского фильма 2004 года вышел в прокат 3 января 2020 года.